# Varanus yemenensis
Espèce
Statut de conservation UICN

 DD  : Données insuffisantes
Statut CITES
Le Varan du Yémen, Varanus yemenensis, est une espèce de sauriens de la famille des Varanidae.

## Répartition
Cette espèce se rencontre :
- dans le sud-ouest de l'Arabie saoudite ;
- au Yémen.

## Publication originale
- Böhme, Joger & Schätti, 1989 : A new monitor lizard (Reptilia: Varanidae) from Yemen, with notes on ecology, phylogeny, and zoology. Fauna of Saudi Arabia, vol. 10, p. 433-448.